# Virus Irkut
El virus Irkut (IRKV) es un lyssavirus asociado a murciélagos que se ha aislado en China y Rusia de murciélagos Murina leucogaster. Se ha registrado un caso en seres humanos de una mujer de 20 años que fue mordida en el labio por un murciélago en el Lejano Oriente ruso. El IRKV podría estar implicado en varios casos de rabia asociada a murciélagos en China. Se ha demostrado que tanto la vacunación completa como los regímenes profilácticos postexposición protegen a los hámsteres del riesgo letal del IRKV, aunque se requieren más estudios para determinar si esto es suficiente para proteger a los humanos de las infecciones por IRKV.